# Rudolf Illovszky
Rudolf Illovszky (Budapeste, 21 de fevereiro de 1922 - 23 de setembro de 2008) foi um futebolista e treinador húngaro que atuava como defensor.

## Carreira
Rudolf Illovszky comandou e dirigiu a Seleção Húngara de Futebol, na Euro 1972. Ele foi o comandante medalhista de prata em Munique 1972